# Coquillettidia nigrochracea
Coquillettidia nigrochracea is een muggensoort uit de familie van de steekmuggen (Culicidae). De wetenschappelijke naam van de soort is voor het eerst geldig gepubliceerd in 1930 door Bonne-Wepster.